# Ohne Mutter geht es nicht
Pour plus de détails, voir Fiche technique et Distribution.
Ohne Mutter geht es nicht (en français Ça ne va pas sans maman) est un film allemand réalisé par Erik Ode, sorti en 1958.
Il s'agit de la suite littéraire et au cinéma de Vater, unser bestes Stück (de), roman de Hans Nicklisch (de), film sorti en Allemagne en 1957 et la même année en France sous le titre La Maison du Bon Dieu. Cette suite ne fut pas diffusée en France.

## Synopsis
Depuis sa jeunesse, le professeur Keller rêve d'avoir sa propre petite maison à la campagne. Son souhait semble se réaliser lorsqu'il se tient devant l'auberge plutôt décrépite "Zum Frohen Postillion" et apprend que la propriété est sur le point d'être vendue. Avec sa femme et leurs quatre enfants, Keller entreprend d'inspecter la propriété et laisse ensuite le conseil de famille décider de s'aventurer dans l'entreprise. À la grande déception du chef de famille, la décision ne se passe pas comme il l'aurait souhaité. Néanmoins, dès qu'il est de retour dans son appartement loué, il commence à faire le calcul : prix d'achat, hypothèque, acompte… Cependant, il lui est difficile de se concentrer, car il y a non seulement la radio, mais aussi ses enfants sont bruyants. Lorsque Keller prononce quelques mots moqueurs sur son amoureux à sa fille, elle s'enfuit avec colère. Thomas, le plus jeune membre de la famille, redevient rebelle et Andreas n'a pas envie d'étudier la physique. Seule Mme Friedel ne se laisse pas déranger.
Afin de pouvoir encore réaliser son projet d'achat de l'ancien restaurant, Keller envoie sa femme à la cure longtemps attendue, d'autant plus que Friedel est son plus grand adversaire dans cette affaire. Du coup, tout le monde accepte d'acheter, de rénover et de déménager la maison qu'il envisage tant que la mère fait quelque chose pour sa santé. Keller accompagne sa femme à la station thermale. Dès que les parents sont sortis de la maison, leur progéniture devient arrogante. Quand le père revient et qu'un bruit assourdissant le frappe depuis son appartement, son humeur se dégrade aussitôt. Ce n'est qu'avec de grands efforts qu'il parvient à rétablir l'ordre.
Friedel Keller ne reste pas longtemps dans la cure et revient bien plus tôt. Quand elle arrive, elle est horrifiée de constater que l'appartement a été libéré. Elsbeth, sa femme de chambre, lui raconte ce qui s'est passé. Elle entreprend immédiatement de surprendre ses proches dans la nouvelle maison, ce qu'elle réussit à faire. Malgré sa colère, elle aide immédiatement à déplacer les meubles au bon endroit. Cependant, une fois les travaux terminés, elle doit également se rendre compte que l'achat de la propriété était une bonne chose.

## Fiche technique
- Titre : Ohne Mutter geht es nicht
- Réalisation : Erik Ode assisté de Roly Bock
- Scénario : Juliane Kay, Hans Nicklisch (de)
- Musique : Martin Böttcher
- Direction artistique : Emil Hasler, Paul Markwitz
- Costumes : Maria Brauner
- Photographie : Fritz Arno Wagner
- Montage : Kurt Zeunert
- Production : Artur Brauner
- Société de production : CCC-Film
- Société de distribution : Bavaria-Filmkunst Verleih
- Pays d'origine :  Allemagne de l'Ouest
- Langue : Allemand
- Format : Noir et blanc - 1,37:1 - mono - 35 mm
- Genre : Comédie
- Durée : 100 minutes
- Dates de sortie :
  - Allemagne de l'Ouest : 4 novembre 1958.

## Distribution
- Ewald Balser : Wilhelm Keller
- Adelheid Seeck : Friedel, sa femme
- Leurs enfants :
  - Piet Clausen : Andreas
  - Christian Doermer (de) : Friedrich
  - Heidi Brühl : Bixi
  - Roland Kaiser : Thomas
- Peter Weck : Franz Fuchs
- Edith Hancke : Elsbeth, la bonne
- Günther Lüders : Axmann
- Hilde Volk : Hilda Meier
- Anne-Marie Kolb : Manon
- Barbara Saade : Dorchen

## Production
Les plans extérieurs sont réalisés à Göttingen, les plans intérieurs dans les studios de Bavaria Film à Grünwald-Geiselgasteig.
Le directeur de la photographie Fritz Arno Wagner pendant le tournage dans un accident du travail à Göttingen. Karl Löb termine le tournage.